# Andries Mac Leod
Andries Mac Leod, född 10 augusti 1891, död 28 mars 1977, var en belgisk-svensk filosof, matematiker och författare.
Mac Leod föddes i Ledeberg, en förstad till Gent, som son till professorn i botanik Julius Mac Leod och dennes maka, översättaren och Kropotkinkännaren Florence Hélène Mac Leod, född Martens.
Mac Leod kom tidigt att intressera sig för filosofi, men hans lärare i matematik vid gymnasiet i Gent gav honom rådet att först studera matematik. Han läste därför fysik och matematik vid Gents universitet där han disputerade med en avhandling om ett problem i hydromekaniken. Direkt efter studierna reste han på semester till Sverige, där han befann sig i Lappland när de tyska trupperna ockuperade Belgien den 4 augusti 1914.
Under sin Sverigevistelse, som varade till 1921, stiftade han bekantskap med professorn i matematik vid Stockholms högskola, Gösta Mittag-Leffler, och fick arbete som sekreterare i dennes omfattande matematiska bibliotek i Djursholm. Vid sidan av det ordinarie arbetet i biblioteket, att köpa in böcker och tidskrifter, författade Mac Leod sin första bok, en introduktion till de icke-euklidiska geometrierna med titeln Introduction à la géometri non-euclidienne.
Han skrev även filosofiska dagböcker, i vilka han utformade grunden till sitt filosofiska system. I dagböckerna kan man finna spår av det som senare skulle komma att bli böckerna Sur diverses questions se présentant dans l'étude du concept de realité (Om diverse frågor som inställer sig då man undersöker begreppet verklighet), Beskaffenhet och innehåll av ett medvetande och Verklighet och negation.
Mac Leod ägnade hela sitt liv åt grundläggande ontologiska och epistemologiska frågor. År 1960 promoverades han till filosofie hedersdoktor vid Uppsala universitet och några år senare hyllades han med en festskrift. 